# قائمة سجون المغرب
سُجُونُ المَغْرِبِ هي المؤسسات السجنية التأهيلية لخارقي القانون للحق العام والخاص في المملكة المغربية قصد تقضية عقوبة سلب الحرية والتأهيل للسجناء وخارقي القانون. تعد المندوبية العامة لإدارة السجون وإعادة الإدماج منذ 2008 هي المسؤولة عن تدبير وإدارة سجون المملكة. ويبلغ عدد المعتقلين في سجون المغرب 70.675 نزيل (العدد الرسمي لـ1 نوفمبر 2012)

## تقديم
في إطار تنفيذ مقتضيات الظهير الشريف رقم 49-08-1 الصادر في 22 من ربيع الآخر 1429 (29 أبريل 2008) بتعيين المندوب العام لإدارة السجون وإعادة الإدماج وبتحديد اختصاصاته، صـدر المرسوم رقم 2.08.772 بتاريخ 25 جمادى الأولى 1430 (21 ماي 2009) بتحديد اختصاصات وتنظيم المندوبية العامة لإدارة السجون وإعادة الإدماج، وقرار المندوب العام رقم 1524.09 الصادر في نفس التاريخ بتحديد اختصاصات وتنظيم أقسام ومصالح المديريات المركزية التابعة لها، ويهدف هذا التنظيم الهيكلي الجديد إلى تجسيد التوجيهات السامية لصاحب الجلالة الملك محمد السادس نصره الله وأيده التي وجهها للمندوب العام بمناسبة تعيينه على رأس هذه المندوبية العامة والتي ركز خلالها جلالته على ضرورة:
- توفير الانضباط والأمن داخل المؤسسات السجنية؛
- صيانة حقوق النزلاء والحفاظ على كرامتهم؛
- النهوض بوضعية المؤسسات السجنية وتأهيلها؛
- اعتماد تدبير احترافي دقيق وصارم للعمل بالمؤسسات السجنية؛
- تحديث وتطوير العمل بالمؤسسات السجنية بما يمكن من توفير الظروف الملائمة لتحقيق إدماج فعلي وتأهيل حقيقي للنزلاء بعد الإفراج عنهم.

## التوزع
حسب الأرقام الرسمية لمندوبية إدارة السجون فالتراب المغربي يضم 75 مؤسسة سجنية تتوزع كالآتي:

### سجون مركزية (2)
تستقبل هذه المؤسسات المركزية السجناء الجنحيين ذوي العقوبات الطويلة التي تتعدى سنتين.
- سجن القنيطرة، بمدينة القنيطرة الساحلية
- سجن مول البرڭي، بمدينة آسفي الساحلية

### سجون محلية (67)
تستقبل هذه المؤسسات المحلية السجناء الاحتياطيين وذوي العقوبات القصيرة التي لا تتعدى سنتين.
| - السجن المحلي إنزكان - السجن المحلي العيون (لكحل) - السجن المحلي الرشيدية (توشكا) - السجن المحلي ورززات - السجن المحلي تارودانت (أولاد الحلوف) - السجن المحلي تزنيت - السجن المحلي آيت ملول - السجن المحلي تطوان - السجن المحلي وجدة - السجن المحلي القنيطرة (حبس الاعواد) - السجن المحلي مكناس - السجن المحلي التولال - السجن المحلي سيدي سعيد | - السجن المحلي فاس - السجن المحلي عين قادوس - السجن المحلي أبو الركائز - السجن المحلي الناضور - السجن المحلي الحسيمة - السجن المحلي القصر الكبير - السجن المحلي الخميسات - السجن المحلي صفرو - السجن المحلي أصيلا - السجن المحلي بركان - السجن المحلي وزان - السجن المحلي قرية بامحمد - السجن المحلي تازة | - السجن المحلي العرائش - السجن المحلي طنجة - السجن المحلي سوق أربعاء الغرب - السجن المحلي الصويرة - السجن المحلي بني ملال - السجن المحلي خريبكة - السجن المحلي قلعة السراغنة - السجن المحلي بالدار البيضاء - السجن المحلي عين البرجة الدار البيضاء - السجن المحلي عكاشة الدار البيضاء - السجن المحلي ابن جرير - السجن المحلي آسفي (مول البركي) - السجن المحلي سلا 1 (الزاكي) - السجن المحلي سلا 2 | - السجن المحلي خنيفرة - السجن المحلي الجديدة - السجن المحلي ابن سليمان - السجن المحلي برشيد - السجن المحلي ابن أحمد - السجن المحلي المحمدية - السجن المحلي تونات - السجن المحلي أبو عرفة - السجن المحلي بني ملال - السجن المحلي تطوان - السجن المحلي سيدي بنور - السجن المحلي الشاون - السجن المحلي كلميم - السجن المحلي أزلال |

### مراكز الإصلاح والتهذيب (2)
تأوي هذه المؤسسات السجناء دون سن ال20 سنة. توجد بكل من:
- سجن الأحداث عين سبع بالدار البيضاء
- سجن الأحداث ببنسليمان

### سجون فلاحية (4)
للنزلاء الذين اقترب موعد الإفراج عنهم لتعلم تقنيات الفلاحة والزراعة وتربية الماشية.
| - السجن الفلاحي واد لو - السجن الفلاحي اوطيطة 1 و2 سيدي قاسم - السجن الفلاحي الفقيه ابن صالح - السجن الفلاحي زيو | - السجن الفلاحي علي مومن بالسطات - السجن الفلاحي العذير |

## النزلاء
إجمالي عدد المعتقلين في سجون المغرب هو 70,675 نزيل (العدد الرسمي لـ1 نوفمبر 2012) بينما كان 59,212 سنة 2008.
- حالات المحكومين بالإعدام في السجون بلغت ما مجموعه 111 أي 0.19 في المائة من إجمالي السجناء (سنة 2012). إلا أن عقوبة الإعدام لم تنفذ في المملكة المغربية منذ 1994.
- عدد المحكومين بالمؤبد بلغ حوالي 662 سجينا (سنة 2012)
- المسجونون الذين تصل مدة عقوبتهم أكثر من 10 سنوات إلى 30 سنة ما مجموعه 5,176 سجين (سنة 2012).
- السجناء الذين سيقضون أكثر من سنتين إلى عشر سنوات 16.776 سجين (سنة 2012).
- أما الذين تتراوح عقوبتهم بين سنتين وأقل وهم الذين يمثلون النسبة الأكبر فقد سجلوا ما مجموعه 34,337 سجينا أي ما يعادل 60.17 في المائة من إجمالي سجناء المملكة (سنة 2012).

### الوفيات
كشفت معطيات المندوبية أن عدد الوفيات داخل السجون سنة 2011 سجل 112 حالة وفاة، و115 سنة 2010، بينما بلغ عدد المنتحرين في السجون 9 حالات سنة 2011، مقابل سبع حالات سنة 2010.

## الخروقات

### معتقلات مغلقة
المعتقلات التي تم اقفالها بسبب الانتهاكات سنوات الرصاص:
- معتقل تازمامارت، اغلق قبل وفاة الحسن
- درب مولاي الشريف بالدار البيضاء
- العلو بالرباط